# Kopojno
Kopojno (prononciation : [kɔˈpɔi̯nɔ]) est un village polonais de la gmina de Zagórów dans le powiat de Słupca de la voïvodie de Grande-Pologne dans le centre-ouest de la Pologne.
Il se situe à environ 6 kilomètres à l'est de Zagórów (siège de la gmina), à 17 kilomètres au sud-est de Słupca (siège du powiat) et à 77 kilomètres au sud-est de Poznań (capitale régionale).
Le village possédait une population de 850 habitants en 2007.

## Histoire
De 1975 à 1998, le village faisait partie du territoire de la voïvodie de Konin.

Depuis 1999, Kopojno est situé dans la voïvodie de Grande-Pologne.